# Saint-Sulpice, Savoie
Saint-Sulpice este o comună în departamentul Savoie din sud-estul Franței. În 2009 avea o populație de 726 de locuitori.

## Evoluția populației
| An        | 1975 | 1982 | 1990 | 1999 | 2006 | 2009 |
| --------- | ---- | ---- | ---- | ---- | ---- | ---- |
| Populație | 355  | 456  | 600  | 672  | 697  | 726  |